# ديفيد بريس (لاعب كرة قدم)
ديفيد بريس (بالإنجليزية: David Preece)‏ هو لاعب كرة قدم بريطاني في مركز الوسط، ولد في 28 مايو 1963 في بريدجنورث ‏ في المملكة المتحدة، وتوفي في 20 يوليو 2007 في لوتن في المملكة المتحدة. شارك مع منتخب إنجلترا لكرة القدم الرديف. أما مع النوادي، فقد لعب مع برمنغهام سيتي وديربي كاونتي وستيفيناغ بوروه وسويندون تاون وكامبريدج يونايتد ونادي إنفيلد ونادي توركي يونايتد ونادي لوتون تاون ونادي والسول.

## وصلات خارجية
- ديفيد بريس (لاعب كرة قدم) على موقع قاعدة بيانات كرة القدم.إي يو (الإنجليزية)
- ديفيد بريس (لاعب كرة قدم) على موقع Soccerbase.com (لاعب) (الإنجليزية)